# ベルエア駅 (LIRR)
ベルエア駅（英: Bellaire）とはかつて存在したロングアイランド鉄道 (LIRR) のヘンプステッド支線の駅である。当初、1837年11月27日、それは現在のクイーンズ・ビレッジ駅付近にあった旧フラッシング・アベニュー/デランシー・アベニュー駅の代替駅として開業した、ブラッシュビル駅として知られる駅の敷地であった。その駅は1871年のいつかに取り壊された。1897年6月、ブラッシュビル・ロードと呼ばれる新駅が当時の1丁目（現在の212丁目）に建設され、その後1900年3月20日、それはインターステート・パークと呼ばれるもう1つの新駅（それは旧ブラッシュビル・ロード駅の場所に建設された）に置換されたが、ヘンプステッド支線が利用するのみであった。この駅は1907年に「ベルエア」 ("Bellaire") へ改名され、1924年9月20日に勾配解消計画 (grade elimination project) の一環として再建された後、最終的には1972年頃に閉鎖された。その駅の遺構は緩行線 (local tracks) の両側に見えるコンクリートのプラットホームの支持材 (concrete platform supports) を除き存在しない。その駅はホリス駅とクイーンズ・ビレッジ駅の間にあった。